# Fantômes de Tanger
Pour plus de détails, voir Fiche technique et Distribution.
Fantômes de Tanger est un film français réalisé par Edgardo Cozarinsky et sorti en 1998.

## Synopsis
À Tanger, deux jeunes se rencontrent pour la première fois. L’un est un garçon chétif originaire du sud du Maroc. Il nourrit les mirages d’atteindre l'Espagne qu’il se représente comme une "terre promise". L’autre est écrivain en quête d’une muse, se retrouvant à Tanger, pour s’inspirer des lieux et des personnages.
Dans le même espace, chacun reste absorbé par son imagination. 
Le film fait percevoir la présence des ombres de Jean Genet, Jane Bowles ou William Burroughs ainsi que Paul Bowles et Mohamed Choukri.
Au terme du film, c’est une nouvelle vie qui commence pour les deux personnages.

## Fiche technique
- Réalisation : Edgardo Cozarinsky
- Scénario : Edgardo Cozarinsky
- Production :  Arte, Black Forest Films, Les Films Astoria
- Genre : comédie dramatique
- Image : Jacques Bouquin
- Montage : Martine Bouquin
- Son : Cyril Moisson
- Durée : 87 minutes
- Musique : Juan Peña Lebrijano
- Interprète des chansons : Noël Coward[2]
- Date de sortie : 
  - France : 11 mars 1998

## Distribution
- Laurent Grévill : le visiteur
- Larbi Yacoubi : Larbi
- Brenda Gerolemou : Lady Camilla
- Dick Chapman : Peter Campbell
- Paco Otero
- Mohsen Bellamine
- Jaime Ruiz Pita : Manolo
- Habiba Achrafi : Cherifa
- Alain Léonetti : Burroughs
- Paul Bowles : lui-même